# Arnim (famiglia)
La casata degli Arnim è una antica e nobile famiglia tedesca che si sviluppò nella regione del Uckermark, che si trova nel Land del Brandeburgo.

## Storia
Vi sono studiosi che affermano che gli Arnim provenissero da Arnhem, una città dei Paesi Bassi, poi si trasferirono a Arnim, un borgo vicino a Stendal, per infine stabilirsi e prosperare nel Brandeburgo. Il documento più antico relativo a un membro della famiglia data del 1204 ed è relativo a Alardus de Arnhem.
La famiglia, composta da abili guerrieri, era cresciuta fino a ottenere il Castello di Boitzenburg che divenne in seguito il cuore della casata fino al 1945 quando furono espropriati. La casata aveva vari rami, essendo una delle più numerosi di Germania, e diede personaggi di rilievo in vari settori. Uno dei primi membri della famiglia di cui si può ricostruire la vita è Hans Georg von Arnim

### XVI secolo
- Hans Georg von Arnim fu uno dei più importanti generali e politici del suo tempo.

### XVII secolo
- Georg Abraham von Arnim (1651–1734) fu un feldmaresciallo prussiano.

### XVIII secolo
- Georg Dietloff von Arnim-Boitzenburg (1679–1753) fu ministro sia di Federico Guglielmo I di Prussia, che di Federico II di Prussia.
- Jost Erdmann von Arnim (1714–1789) fu un colonnello prussiano
- George Christoph von Arnim (1723–1789) fu un tenente generale prussiano che combatté in tutte le battaglie che intraprese Federico II di Prussia dal 1741 fino al 1760.
- Friedrich Wilhelm von Arnim-Boitzenburg (1739–1801) fu ministro della guerra di Federico Guglielmo II di Prussia e ottenne dal re il titolo comitale dando vita al ramo dei Boitzenburg.[5]
- Joachim Erdmann von Arnim (1741-1804) fu un diplomatico prussiano e il padre di Achim von Arnim.
- Albrecht Heinrich von Arnim -Kröchlendorff (1744–1805) fu ministro della giustizia prussiano.

### XIX secolo
- Ferdinand von Arnim (1772-1835) fu un generale prussiano.
- Karl Otto Ludwig von Arnim (1779-1861) fu uno scrittore prussiano e fratello maggiore di Achim von Arnim.
- Friedrich Wilhelm Ludwig von Arnim-Suckow (1780-1813) fu capo di stato maggiore prussiano.
- Achim von Arnim (1781-1831) fu un famoso poeta romantico oltre che marito della scrittrice Bettina von Arnim e padre della scrittrice Gisela von Arnim.
- Heinrich Friedrich von Arnim-Heinrichsdorff-Werbelow (1791–1859) fu uno statista prussiano del ramo Heinrichsdorff-Werbelow, ministro degli esteri per Federico Guglielmo IV di Prussia.[6]
- Wilhelm Messerschmidt von Arnim (1797-1860) fu un generale prussiano.
- Heinrich Alexander von Arnim (1798-1861) del ramo Suckow, fu uno statista e ministro degli esteri per Federico Guglielmo IV di Prussia.
- Adolf Heinrich von Arnim-Boitzenburg (1803-1868) fu ministro degli interni per Federico Guglielmo IV di Prussia.
- Ferdinand von Arnim (1814-1866) fu un architetto e pittore prussiano.
- Harry von Arnim (1824-1881) fu un diplomatico prussiano che entrò in conflitto con la politica di Otto von Bismarck.
- Johann Friedrich Bernd von Arnim (1850-1939) fu ministro di stato prussiano.
- Hans von Arnim (1859-1931) fu un filologo classico.
- Elizabeth von Arnim (1866-1941) fu una scrittrice ed era la nuora di Harry von Arnim (1824-1881).
- Dietlof von Arnim-Boitzenburg (1867-1933) fu un politico prussiano, ultimo presidente della Camera dei signori prussiana.

### XX secolo
- Dietloff von Arnim (1876-1945) fu governatore del Brandeburgo dal 1933 al 1944. Aveva sposato in seconde nozze Marie Agnes von Tresckow (1902-1945), sorella di Henning von Tresckow.
- Hans-Jürgen von Arnim (1889–1962) fu un generale tedesco comandante delle forze italo-tedesche nella campagna di Tunisia, durante la seconda guerra mondiale.
- Bettina von Arnim Encke (1895–1971) fu una pittrice e una resistente tedesca.
- Bettina von Arnim (1940) è una pittrice tedesca esponente del nuovo realismo tedesco, corrente artistica degli anni cinquanta.
- Gabriele von Arnim (1946) è una giornalista, scrittrice e conduttrice televisiva tedesca.